# نيفيل (ساسكاتشوان)
نيفيل (بالإنجليزية: Neville, Saskatchewan)‏ هي قرية تقع في كندا في ساسكاتشوان. يقدر عدد سكانها بـ 83 نسمة ومساحتها 1.10 كم2 .